# Flibanserina
Flibanserina (BIMT-17; nome comercial: Addyi) é um fármaco originalmente desenvolvido como antidepressivo, mas aprovado apenas para o tratamento da síndrome do desejo sexual hipoativo (DSH).

## Pesquisa médica
Foi pesquisado para tratar a falta de desejo sexual em mulheres. A descoberta desta função foi resultante de testes do princípio ativo em mulheres com depressão. Diferentemente da sildenafila (Viagra), seu efeito será proporcionado somente depois de até 8 semanas de utilização.
O medicamento foi dado como não efetivo por uma comissão do FDA em junho de 2010. Testes iniciais não convenceram o órgão de regulação americano que o medicamento ativa o desejo sexual das mulheres. Em outubro de 2010 o laboratório Boehringer Ingelheim abandonou as pesquisas com o princípio ativo para melhoria de desejo sexual nas mulheres.